# Las Mercedes del Llano
Las Mercedes del Llano ist ein Dorf in Guárico, Venezuela. Es hat etwa 20.000 Einwohner.
Las Mercedes ist Verwaltungssitz des gleichnamigen Bezirks Las Mercedes.
Las Mercedes ist durch die Landstraße 12 mit Chaguaramas, im Norden, und Cabruta, im Süden verbunden.
Die Region lebt vor allem von der Landwirtschaft.

## Politik
Bürgermeister der Stadt und Bezirks ist Elías Zurita, von der PSUV.

## Söhne und Töchter
- Víctor Manuel Pérez Rojas (1940–2019), Geistlicher und Bischof
- Raúl Baduel (1955–2021), Politiker, Militär und Verteidigungsminister Venezuelas